# Élisabeth Jacquet de La Guerre
Élisabeth Jacquet de La Guerre (Île Saint-Louis, 17 de març de 1665 - París, 27 de juny de 1729) va ser una clavecinista i compositora francesa, primera dona a compondre una òpera a França. Nena prodigi, va inaugurar la seva carrera com a virtuosa del clavicèmbal als cinc anys.

## Biografia
Era la segona filla de la parella Claude Jacquet i Anne de la Touche. En la seva família, una coneguda dinastia musical amb múltiples ramificacions, tothom era o bé instrumentista o constructor d'instruments. El seu pare s'encarregà de l'educació musical d'Elisabeth i dels seus tres germans i germanes, i qui els dirigí amb autoritat i ambició, essent ell mateix clavicembalista. Nena prodigi, Élisabeth Jacquet de La Guerre va inaugurar la seva carrera com a virtuosa tocant el clavicèmbal als cinc anys. A aquesta edat, va ser presentada pel seu pare a Lluís XIV i es traslladà a Versalles. En aquella època, Jean-Baptiste Lully n'era el director musical. Quan tenia 15 anys va anar com a música a la cort i fou posada sota la cura de Madame de Montespan.
El 1684 es va casar amb Marin de La Guerre (1658-1704), organista de l'església de Saint-Séverin, també d'àmplia formació musical. Associà el nom del seu marit al seu nom de naixement, la qual cosa li permeté beneficiar-se de la fama de totes dues famílies i forjar vincles en la comunitat musical.
És una de les poques dones compositores d'aquesta època. El 1687 publicà un llibre de peces per a clavecí on apareixien les seves danses més cèlebres, incloent-hi preludis, xacones i tocates. També va ser pionera com a compositora de música vocal.

## Carrera
| « | A nivell musical, la compositora demostra modernitat. Àvida de descobriments, Élisabeth Jacquet de La Guerre es troba sens dubte entre els músics innovadors i pioners. La seva escriptura revela un autèntic geni, capaç d'absorbir les noves tendències del seu entorn musical. En la virulenta disputa al voltant de la supremacia de la música francesa o italiana, va prendre clarament partit contra els tradicionalistes defensant la idea de la "unió de gustos". Les seves obres personals estan totes, en diferents graus, impregnades d'influències italianes. Élisabeth Jacquet de La Guerre prova tots els gèneres: música religiosa o profana, peces de tradició francesa, "importacions" italianes. Clavecinista, organista, virtuosa, improvisadora i compositora destacada, Élisabeth Claude Jacquet de La Guerre és una de les personalitats més sorprenents de la història de la música. | » |

A més d'ensenyar i tocar en concerts, Élisabeth Claude Jacquet de La Guerre compongué diverses obres, entre les quals una tragèdia lírica, l'opera Céphale et Procris, basada en el mite de Cèfal i Procris, del poema Les Metamorfosis d'Ovidi, una tragèdia en música a l'estil de Jean-Baptiste Lully, estrenada a l'Òpera de París el 15 de març de 1694. Només se'n van fer sis representacions. Es planteja la qüestió del possible vincle entre el no suport del públic i la seva condició de dona.
Posteriorment va treballar al costat de Sébastien de Brossard.

El 1707 va publicar sis sonates per a violí i per a clavicèmbal, així com les seves peces de clavecí. Les sis sonates per a violí i clavicèmbal es toquen a la cort, amb el petit couvert –durant el sopar– del rei. S'informa que al final de l'àpat:
| « | Sa Majestat va parlar amb la senyoreta de La Guerre d'una manera molt amable, i després de fer molts elogis als seus sons, li va dir que no s'assemblaven a res. No podríem lloar millor a Mlle de La Guerre, ja que aquestes paraules mostren que el Rei no només havia trobat la seva música molt bella; sinó que és original, que avui es troba molt poques vegades. | » |

També publicà dues col·leccions de cantates –un gènere importat d'Itàlia–, amb textos d'Antoine Houdar de La Motte. D'aquestes cantates, en surt la història de Judith. Sébastien de Brossard també n'ofereix la seva pròpia versió i, tal com explica Cabrini, el compositor segueix de prop la narració posant èmfasi en els moviments i l'acció, més que en els personatges i el seu desenvolupament al llarg de la història. En canvi, Jacquet de La Guerre, per la seva banda, de nou segons Cabrini, va preferir un acompanyament instrumental i simfònic per tal de deixar espai melòdic a Judith, tot i que el text minimitza el seu paper. Les dedicatòries de les seves obres estan sempre adreçades al rei Lluís XIV.
Tres cantates franceses estan dedicades a l'elector Maximilià II Manuel de Baviera, germà de Maria Anna Victòria de Baviera, gran melòman i ell mateix viola de gamba: per a aquesta última, durant la seva estada a Suresnes, va compondre La Musette ou les Bergers de Suresnes, que es va representar davant seu.

## La seva aportació al món de la música
Tocar un instrument musical com a amateur formava part de la instrucció que rebien les dones. Tenir una carrera independent com a música, en canvi, era una cosa excepcional.
Élisabeth Jacquet de La Guerre és considerada una de les primeres dones de França que va compondre una òpera ballet i, de fet, abans de Céphale i Procris, «havia compost el que potser és el primer dels «ballets» (de vegades anomenats ballets d'òpera), els Jocs en honor de la victòria, cap al 1691, la partitura dels quals avui és perduda». És reconeguda per la seva música per a clavicèmbal. També innovadora, com en la cantata, Élisabeth Jacquet de La Guerre és una de les primeres compositores de sonates a França, juntament amb el seu contemporani François Couperin.

## Llistat d'obres
- EJG.01: Peces de clavecí, I - Suite I (suite de ball - peça de clavecí)
- EJG.02: Peces de clavecí, I - Suite II (suite de ball - peça de clavecí)
- EJG.03: Peces de clavecí, I - Suite III (suite de ball - peça de clavecí)
- EJG.04: Peces de clavecí, I - Suite IV (suite de ball - peça de clavecí)
- EJG.05: Peces de clavecí, II - Suite I (suite de ball - peça de clavecí)
- EJG.06: Peces de clavecí, II - Suite II (suite de ball - peça de clavecí)
- EJG.07: Minuet (peça de clavecí)
- EJG.08: Sonates I - Sonata I en sol menor (sonata)
- EJG.09: Sonates I - Sonata II en Si major (sonata)
- EJG.10: Sonates I - Sonata III en re major (sonata)
- EJG.11: Sonates I - Sonata IV en do menor (sonata)
- EJG.12: Sonates I - Sonata V en la menor, I (sonata)
- EJG.13: Sonates I - Sonata VI en la menor, II (sonata)
- EJG.14: Sonates II- Sonata I en re menor (sonata)
- EJG.15: Sonates II - Sonata II en re major (sonata)
- EJG.16: Sonates II - Sonata III en fa major (sonata)
- EJG.17: Sonates II - Sonata IV en sol major (sonata)
- EJG.18: Sonates II - Sonata V en la menor (sonata)
- EJG.19: Sonates II - Sonata VI en la major (sonata)
- EJG.20: Pastoral en música (pastoral en música)
- EJG.21: Petita òpera, sobre un text de René Trépagne (1654-1734)
- EJG.22: Entreteniment (entreteniment)
- EJG.23: Jocs en honor de la victòria (ballet - òpera ballet)

- EJG.24: Céphale et Procris (tragèdia en música), sobre un text de Joseph-François Duché de Vancy.
- EJG.25: Esther (cantata espiritual), sobre un text d'Antoine Houdar de La Motte (1672-1731).
- EJG.26: Le Passage de la mer rouge (cantata espiritual), sobre un text d'Antoine Houdar de La Motte.
- EJG.27: Jacob et Rachel (cantata espiritual), sobre un text d'Antoine Houdar de La Motte.
- EJG.28: Jonas (cantata espiritual), sobre un text d'Antoine Houdar de La Motte.
- EJG.29: Susanne (cantata espiritual), sobre un text d'Antoine Houdar de La Motte.
- EJG.30: Judith (cantata espiritual), sobre un text d'Antoine Houdar de La Motte.
- EJG.31: Adam (cantata espiritual), sobre un text d'Antoine Houdar de La Motte.
- EJG.32: Le Temple rebâti (cantata espiritual), sobre un text d'Antoine Houdar de La Motte.
- EJG.33: Le Déluge (cantata espiritual), sobre un text d'Antoine Houdar de La Motte.
- EJG.34: Joseph (cantata espiritual), sobre un text d'Antoine Houdar de La Motte.
- EJG.35: Jephté (cantata espiritual), sobre un text d'Antoine Houdar de La Motte.
- EJG.36: Samson (cantata espiritual), sobre un text d'Antoine Houdar de La Motte.
- EJG.37: Sémélé (cantata)
- EJG.38: L'île de Délos (cantata), sobre un text d'Antoine Danchet (1671-1748).
- EJG.39: Le Sommeil d'Ulysse (cantata)
- EJG.40: Raccomodement comique de Pierrot et de Nicole (diàleg), sobre un text d'Alain-René Lesage (1668-1747).
- EJG.41: Aux vains attraits (aire seriòs)
- EJG.42: Les Rossignols (melodia)
- EJG.43: Tant que je verrons ce pot (air à boire)
- EJG.44: Entre nous mes chers amis (air à boire)
- EJG.45: Suite de la provençale
- EJG.46: Cédons tous aux tendres ardeurs (melodia), sobre un text de René Trépagne (1654-1734).
- EJG.47: Cher favori de la victoire (melodia), sobre un text de René Trépagne.
- EJG.48: Heureux l'instant qui vous vit naître (melodia), sobre un text de René Trépagne.
- EJG.49: Pour la gloire des souverains (melodia), sobre un text de René Trépagne.
- EJG.50: Te Deum (gran motet)
- EJG.possible.01: Minuet (peça de clavecí - dansa instrumental)
- EJG.possible.02: La Musette ou les bergers de Suresnes (divertiment)

## Homenatge
En l'edició de 1732 del seu Parnassus français, Titon du Tillet va presentar una sèrie de projectes de medalles destinades a honorar escriptors i compositors francesos; una d'elles està dedicada a Élisabeth Jacquet de la Guerre, amb aquesta llegenda: Elisabeth Claude Jacquet de la Guerre / Amb els grans músics he competit pel premi / MDCCXXIX.

## Discografia
- 5 cantates bíbliques, Esther, Jacob i Rachel, Suzanne, Judith, Jephté, Isabelle Poulenard, Sophie Boulin, sopranos, Arion, 1986.
- 6 Sonates per a un i dos violins amb viola o violoncel obligat, Ensemble Variations, Frédéric Martin, Odile Édouard, violins, Christine Plubeau, viola de gamba, David Simpson, violoncel ( sonata en re major), Éric Bellocq, tiorba i guitarra, Noëlle Spieth', clavecí i orgue, acord, 1996.
- Les peces del clavicèmbal, Blandine Verlet, Auvidis Astrée 1998. Diapason d'or
- Peces per clavicèmbal, Carole Cerasi, Metrònom, 1998.
- The Sleep of Ulysses, Samson, Isabelle Desrochers, soprano, Christine Payeux, viola de gamba, Les Voix humaine, Alpha 1999 2000.
- Quatre cantates del Llibre II, Adam, Samson, Joseph, Le Temple rebâti, Andrea Büchel, soprano, Gilbert Bezzina, violí, Sybille Brix, viola da gamba, Vera Elliot, clavecí, produccions Gilles Perny, 2000.
- 4 Cantates, Judith, Esther, Jonas, Le Passage de la mer rouge, Véronique Malet, soprano, Huguette Grémy-Chauliac, clavecí, Catherine Giardelli, violí, Jean-Louis Charbonnier, viola baix, Pierre Vérany, 2001.
- 6 Suites per a clavicèmbal, Elisabeth Farr, clavicèmbal, Naxos, 2004.
- Céphale et Procris - Raphaële Kennedy (Procris); Camilla de Falleiro (Dorine); Achim Schulz (Cephale); Lisandro Abadie (Arcas); Daniel Issa (La gelosia); Musica Fiorita, dir./clavicèmbal i orgue, Daniela Dolci (7 i 8 d'abril de 2008, ORF 2 CD 3033).[15]
- Céphale et Procris - Reinoud van Meichelen (director), 2 CD Château de Versailles spectacles, 2024. Diapason d'or.
- Obres completes per a clavicèmbal, Francesca Lanfranco, Brillant classics, 2018.
- Lisle de Délos, Jonas, Harpsichord Suite No. 3, Isabelle Desrochers, soprano, Geneviève Soli, clavecí, L'Ensemble Les Idées Heureuses Atma, 2018.
- Música de cambra, vol 1, Musica fiorita, Daniela Dolci, orgue, clavicèmbal i direcció, Panclàssics 2000 i 2015.
- Trio sonata en sol menor (títol del disc O Maria), Ensemble Correspondances, dir. Sébastien Daucé, Territoris Zig-Zag, 2010.
- 6 Sonates per a violí, Les Dominos, Florence Malgoire, Ricercar, 2011. Choc de Classica.
- 6 Sonates per a violí, Lina Tur Bonet, violí, Kenneth Weiss, clavecí, Patxi Montero, viola baixa, Panclassics 2017.
- Trio sonata en sol menor Ensemble Diderot, Audax Records 2019. Diapason d'or, Choc Classica.